# 1990 BH1
1990 BH1 är en asteroid i huvudbältet som upptäcktes den 28 januari 1990 av de båda japanska astronomerna Seiji Ueda och Hiroshi Kaneda i Kushiro.